# Xanthorhoe limbaria
Xanthorhoe limbaria là một loài bướm đêm trong họ Geometridae.